# Carnet B
Das Carnet B war ein Instrument zur Überwachung französischer oder ausländischer „Verdächtiger“ während der Dritten Republik in Frankreich. Es wurde 1886 von General Boulanger zur Bekämpfung der Spionage eingeführt. Das Carnet B wurde vom Innenministerium verwaltet und nach und nach auf alle Personen ausgeweitet, die die öffentliche Ordnung stören könnten oder Antimilitaristen waren, die sich der nationalen Mobilmachung widersetzen könnten. Es wurde 1947 abgeschafft.

## Einführung

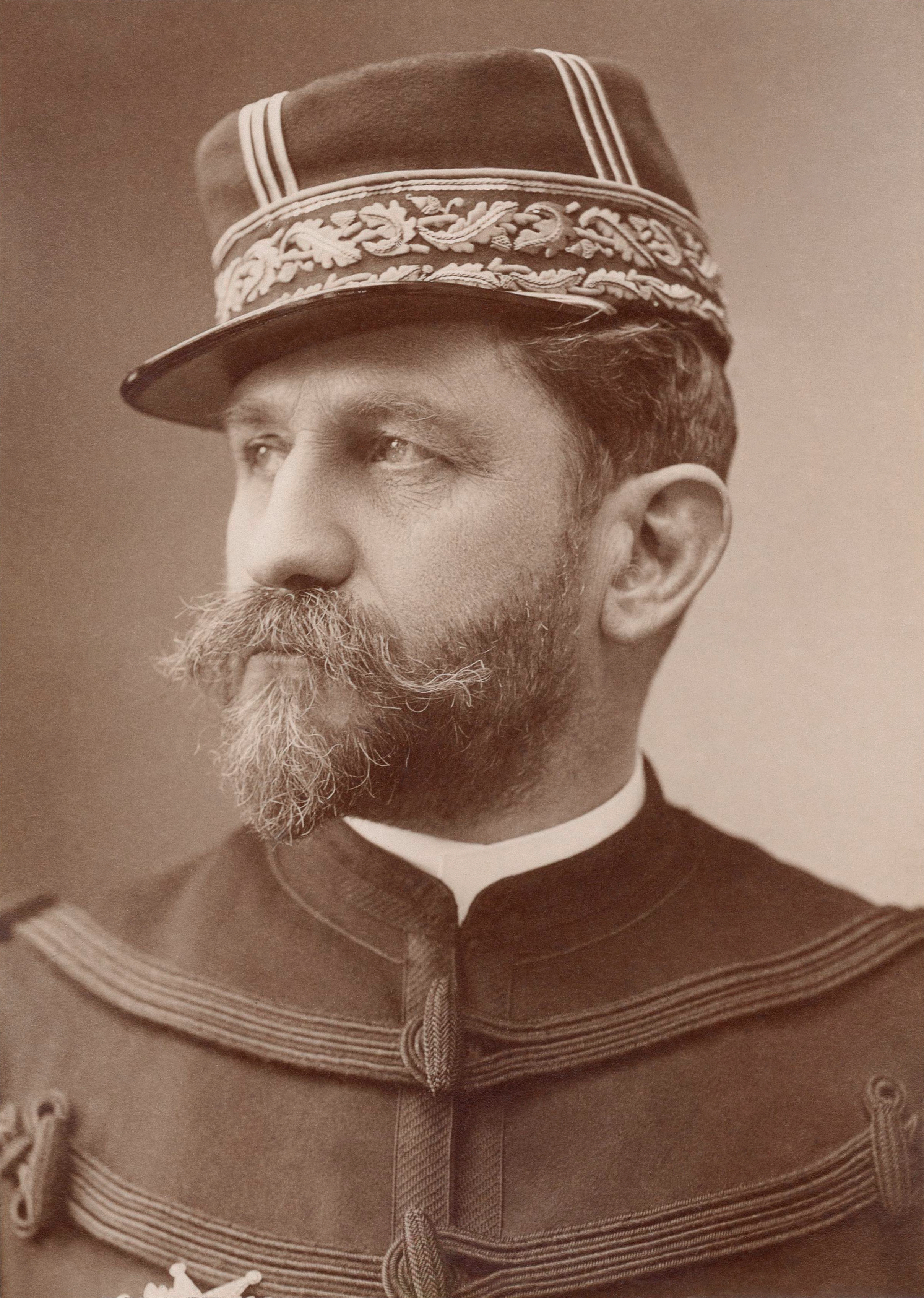
Georges Boulanger (Foto Atelier Nadar)

Am 7. Januar 1886 trat General Boulanger als Kriegsminister in das dritte Kabinett Freycinet ein. Neben einer materiellen Erneuerung der Armee bildete die Organisation der Mobilmachung einen Schwerpunkt seiner Arbeit. Dabei stützte er sich auf die Gendarmerie nationale, die das gesamte Staatsgebiet überwachen, in jedem Dorf für die Einhaltung der Vorschriften der Militärbehörden sorgen und schließlich die Einberufung der Wehrpflichtigen und Einberufenen sicherstellen sollte. Er ließ das Gesetz vom 18. April 1886 zur Einführung und Verschärfung der Strafen gegen Spionage verabschieden, das seinen Namen trägt. Mit ministerieller Instruktion vom 9. Dezember 1886 beauftragte er ausdrücklich die Gendarmerie unter der Autorität des Präfekten mit der Überwachung der Ausländer. Das Carnet A enthielt in jedem Departement die Namen der in Frankreich lebenden Ausländer im wehrfähigen Alter, der Beginn der Ausländerkartei der Präfekturen. Carnet B enthielt die Namen von Ausländern und Franzosen, die der Spionage oder des Antimilitarismus verdächtigt wurden. Georges Clemenceau richtete die Kartei ab 1907 neu aus, um vor allem Anarchisten und Antimilitaristen zu überwachen, überließ aber die Verwaltung der Gendarmerie. Schließlich beschloss das Innenministerium 1909, das Carnet B auf alle Franzosen auszudehnen, die an antimilitaristischen Aktionen teilnahmen, die öffentliche Ordnung störten oder die Mobilmachung behindern könnten.

## Verwaltung

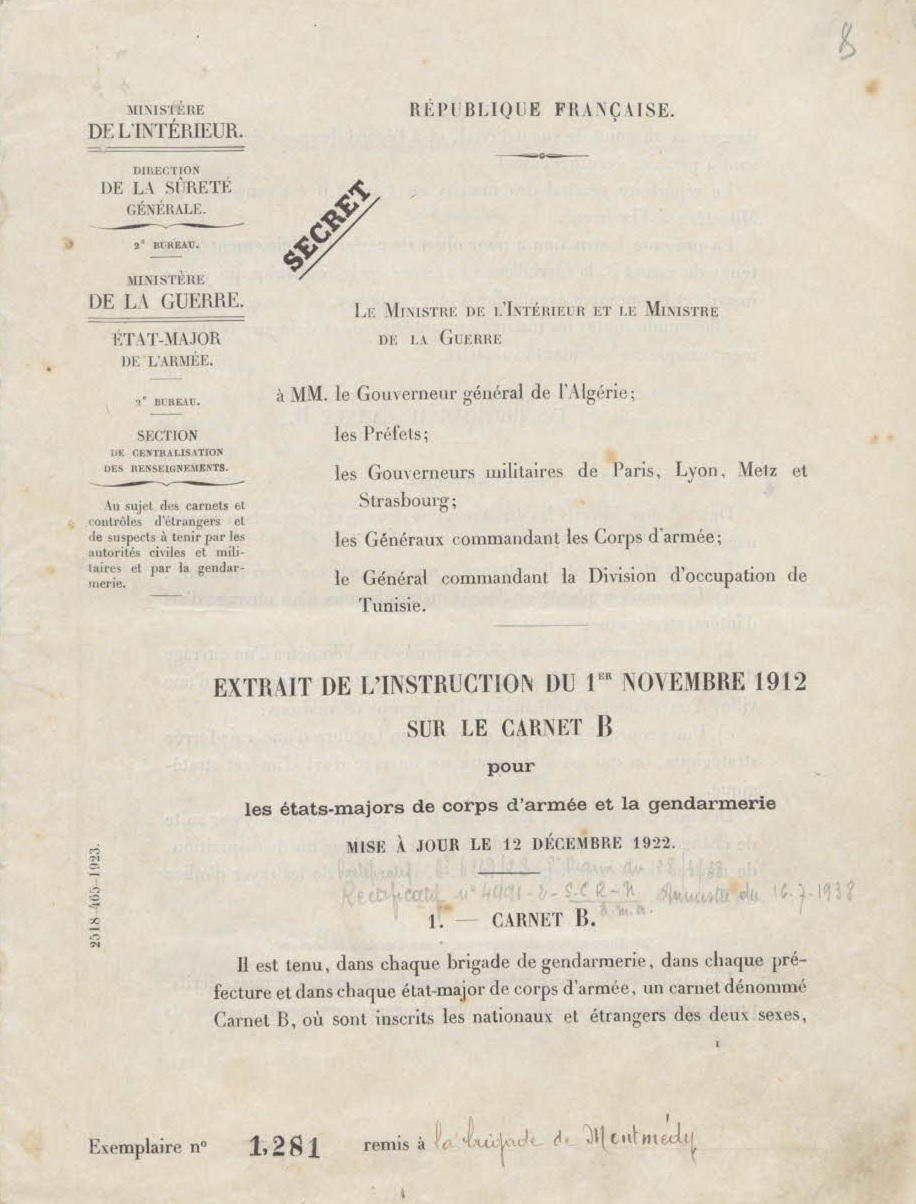
Auszug aus der Anweisung über das Carnet B für die Korpsstäbe und die Gendarmerie, gemeinsam verfasst von den Ministerien für Inneres und Krieg, November 1912 – Archives Nationales

Das Carnet B wurde den Gendarmeriekompanien der Departements anvertraut. Ursprünglich handelte es sich um eine Liste von Ausländern, die der Spionage verdächtigt wurden. Die in diesem Carnet und im Carnet A (Ausländer im wehrfähigen Alter) aufgeführten Personen sollten im Falle einer Mobilmachung verhaftet oder interniert werden. Später wurde diesem ursprünglichen Carnet B eine Liste mit Anführern von Anarchisten, Gewerkschaftern und Revolutionären hinzugefügt, die im Falle eines Konflikts verhaftet werden sollten, da sie die Absicht geäußert hatten, die Kriegsanstrengungen zu verhindern.
Über den Anarchisten Victor Pengam hieß es beispielsweise:

« Einer der militantesten anarchistischen und antimilitaristischen Propagandisten. Einer der Führer der revolutionären Bewegung (Generalsekretär des regionalen Gewerkschaftsbundes und der Arbeitsbörse von Brest). Im Januar 1906 vor dem Schwurgericht des Finistère angeklagt, Soldaten zum Ungehorsam angestiftet zu haben (freigesprochen). Generalsekretär der neuen anarchistischen Hafenarbeitergewerkschaft. Werftarbeiter. Wäre im Falle einer Mobilisierung für Sabotage anfällig. (...) Im Falle der Mobilisierung zu treffende Maßnahme: zu verhaften. »

Im Jahr 1891 wurden 2800 Namen von „nationalen Verdächtigen“ in das Carnet B eingetragen. Nach Jean-Jacques Becker waren am 27. Juli 1914 Jean-Jacques Becker 2481 ausländische und französische Namen im Carnet B vermerkt. Davon waren weniger als ein Drittel der Spionage verdächtig (561 Ausländer und 149 Franzosen).

## Aussetzung 1914 bis 1918

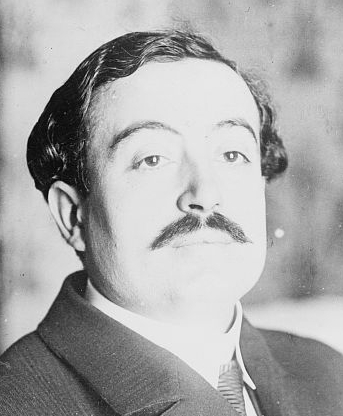
Louis Malvy

Nach der Ermordung von Jean Jaurès befürchtete die Regierung zunächst Arbeiterunruhen. Nachdem sich die Linke aber ruhig verhielt und auch die Behörden Entwarnung gaben, entschied sich Innenminister Louis Malvy am 1. August für eine Deeskalierung. Er wies die Präfekten in einem Telegramm an, das Carnet B nicht zu verwenden.

## Das Carnet B von 1918 bis 1947
Innenminister Maurice Maunoury modernisierte das Carnet B 1922, in dem er Personen, „die extremistischen Ideen anhängen“ als spezielle Kategorie erfasste. Nachdem bereits 1930 eine Spezialdatei zur Überwachung von Italienern eingeführt worden war und man diese 1933 auf alle Ausländer ausgedehnt hatte, wurde diese Spezialdatei 1938 mit dem Carnet B zusammengelegt. Parallel dazu existierte eine „Kommunistenkartei“.
Das Carnet B war die Quelle für den Großteil der Daten, die bei der Sûreté nationale aufbewahrt wurden. Diese wurden 1940 von der Abwehr beschlagnahmt und 1943 nach Deutschland verlegt. 1945 wurden die Archive des Innenministeriums nach Moskau verbracht. Sie wurden 1992 an die französische Regierung zurückgegeben.
Am 18. Juli 1947 hoben die Innen- und Kriegsminister Paul Coste-Floret und Édouard Depreux das Carnet B auf. Als Nachfolger kann die Fiche S angesehen werden.

## Überwachte Personen

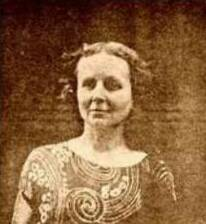
Julia Bertrand

Unter anderem waren folgende Personen im Carnet B genannt:
- Émile Aubin[5]
- Julia Bertrand[6]
- Henri Beylie[7]
- Benoît Broutchoux[8]
- André Claudot[9]
- Léon Jouhaux
- Pierre Laval
- Pierre Martin[10]
- Marie und François Mayoux
- Victor Pengam
- Gabrielle Petit[11]
- Roger Salengro